# Faza G2
     Fazy interfazy
     Mejoza
     Mitoza

Cykl życiowy komórki

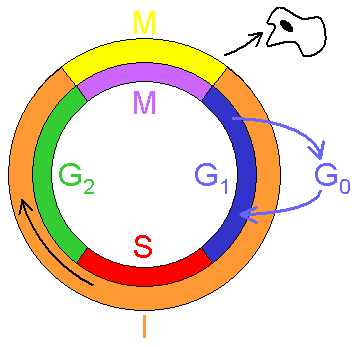
Fazy interfazy
Mejoza
Mitoza

Faza G2 – jedna z faz interfazy, podczas której następuje synteza białek wrzeciona podziałowego, głównie tubuliny jak również składników błony komórkowej potrzebnych do jej wytworzenia po zakończonym podziale. Pod koniec fazy G2 dochodzi do syntezy specjalistycznych białek regulatorowych, odpowiedzialnych za przejście komórki w mitozę.